# Raon-l'Étape
 Raon-l'Étape  es una población y comuna francesa, en la región de Lorena, departamento de Vosgos, en el distrito de Saint-Dié-des-Vosges y cantón de Saint-Dié-des-Vosges-Est.

## Demografía
| 7606 | 7696 | 7741 | 7039 | 6780 | 6749 |
| Para los censos de 1962 a 1999 la población legal corresponde a la población sin duplicidades (Fuente: INSEE [Consultar]) |      |      |      |      |      |